# Dercy Gonçalves
Pour les articles homonymes, voir Gonçalves.
Dolores Gonçalves Costa, de son nom de scène Dercy Gonçalves, née le 23 juin 1907 à  Santa Maria Madalena au Brésil et morte le 19 juin 2008 est une actrice et une chanteuse brésilienne. Elle est célèbre par l'utilisation humoristique du langage vulgaire et des injures dans les interviews. Elle est considérée comme l'une des plus grandes interprètes de théâtre d'improvisation au Brésil. 
Elle fait scandale en 1991, alors âgée de 83 ans, pour avoir paradé avec une école de samba à Rio de Janeiro, exhibant sa poitrine nue. À l'âge de 94 ans, elle pose nue dans la version brésilienne du magazine Penthouse ; elle l'avait déjà fait dans Playboy, alors qu'elle avait 50 ans.
Elle meurt, d'une pneumonie, le 19 juin 2008 à Rio de Janeiro au Brésil, à l'âge de 100 ans. Elle est enterrée, dans sa ville natale, en position debout : elle a conçu son mausolée,  qui a la forme d'une pyramide de verre, similaire à la pyramide du Louvre.
Selon le Livre Guinness des records, elle détient le record pour la plus longue carrière d'actrice :  86 ans.

## Source de la traduction
- (en) Cet article est partiellement ou en totalité issu de l’article de Wikipédia en anglais intitulé « Dercy Gonçalves » (voir la liste des auteurs).